# مورجکس
مورجکس (به ایتالیایی: Morgex) یک کومونه در ایتالیا است که در واله دائوستا واقع شده‌است. مورجکس ۴۳ کیلومترمربع مساحت و ۱٬۹۸۹ نفر جمعیت دارد و ۹۲۳ متر بالاتر از سطح دریا واقع شده.